# Chiesa di San Martino Vescovo (Marone)
La chiesa di San Martino Vescovo è la parrocchiale di Marone, in provincia e diocesi di Brescia; fa parte della zona pastorale del Sebino.

## Storia
L'originaria cappella di Marone sorse nel Quattrocento; nel secolo successivo la parrocchialità fu qui trasferita dall'antica chiesetta di San Pietro di Pregaso.
Nel 1580 l'arcivescovo di Milano Carlo Borromeo, compiendo la sua visita pastorale, trovò che il luogo di culto era di così piccole dimensioni che non riusciva ad ospitare tutti i fedeli e, così, egli ordinò di riedificarlo o, almeno, di ingrandirlo.
Per più di un secolo non si riuscì a ottemperare a questa esortazione; appena il 20 marzo 1706 fu richiesta l'autorizzazione ad ampliare la chiesa, ma due anni dopo si decise di ricostruirla ex novo. Venne così realizzata la nuova parrocchiale, che fu poi consacrata nel 1754, mentre nel 1877 si provvide ad erigere il campanile.
Nella seconda metà degli anni sessanta la chiesa venne adeguata alle norme postconciliari mediante l'aggiunta dell'altare rivolto verso l'assemblea e il 14 aprile 1989 la parrocchia entrò a far parte della neo-costituita zona pastorale del Sebino, come stabilito dal Direttorio diocesano per le zone pastorali.

## Descrizione

### Esterno
La facciata a capanna della chiesa, rivolta a sudovest, è suddivisa da una cornice marcapiano modanata in due registri, entrambi scanditi da lesene e caratterizzati da specchiature; quello inferiore presenta centralmente il portale d'ingresso,  sormontato dal timpanato interrotto da una statua, e ai lati due nicchie con altrettanti simulacri, mentre quello superiore, che è coronato dal frontone mistilineo, è caratterizzato da una finestra e da altre due nicchie con statue.
Annesso alla parrocchiale il campanile a base quadrata, la cui cella presenta su ogni lato una monofora affiancata da lesene ed è coperta dal tetto a quattro falde.

### Interno
L'interno dell'edificio si compone di un'unica navata, sulla quale si affacciano le cappelle laterali introdotte da archi a tutto sesto e le cui pareti sono scandite da paraste sorreggenti la trabeazione modanata e aggettante sopra la quale si imposta la volta; al termine dell'aula si sviluppa il presbiterio, rialzato di alcuni gradini e chiuso dall'abside di forma semicircolare.
Qui sono conservate diverse opere di pregio, tra le quali la pala raffigurante la Madonna col Bambino e i santi Rocco e Sebastiano, eseguita dall'Amigoni, gli affreschi ritraenti San Martino di Tours in gloria, Episodi della vita di san Martino, l'Annunciazione, l'Adorazione dei Magi, il Compianto sul Cristo morto, l'Assunzione di Maria, la Cacciata di Eliodoro e degli Angeli, realizzati nel 1740 da Domenico Voltolini con l'ausilio dei suoi collaboratori, e la tela con soggetto l'Immacolata con i santi Martino, Pantaleone, Carlo Borromeo e Antonio Abate, eseguita nel XVIII secolo da Giuseppe Tortelli.